# Zamach w Abudży (1 maja 2014)
Zamach w Abudży miał miejsce 1 maja 2014. W jego wyniku zginęło co najmniej 19 osób, a 60 zostało rannych.

## Tło
Ponad 15 tysięcy osób zginęło w ciągu 15 lat trwającego konfliktu. Większość ataków miała podłoże religijne, zazwyczaj celem było zastąpienie konstytucji Nigerii prawem szariatu. Ataki przeprowadza organizacja terrorystyczna Boko Haram. Grupa ta jest podzielona na wewnętrzne frakcje z wieloma przywódcami.

## Zamach
Samochód wypełniony materiałami wybuchowymi podjechał do policyjnego punktu kontrolnego. Kierowca zaparkował, wysiadł z samochodu i zaczął uciekać. Chwilę później samochód eksplodował. Eksplozja spowodowała wybuchy innych samochodów. Frank Mba, nadinspektor policji, powiedział, że łącznie wybuchło 6 samochodów. Miesiąc wcześniej w pobliżu miejsca zamachu doszło do podobnego zdarzenia.